# Daiki Yamaguchi
Daiki Yamaguchi (japanisch 山口 大輝 Yamaguchi Daiki; * 2. November 1997 in der Präfektur Saitama) ist ein japanischer Fußballspieler.

## Karriere
Daiki Yamaguchi erlernte das Fußballspielen in der Mannschaft von Ryutsu Keizai Dragons Ryugasaki sowie in der Universitätsmannschaft der Ryūtsū-Keizai-Universität. Mit den Dragons spielte er 35-mal in der vierten Liga. Mit der Universitätsmannschaft spielte er zweimal in Pokal. Seinen ersten Vertrag unterschrieb er am 1. Februar 2020 beim Iwaki FC. Der Verein aus Iwaki, einer Stadt in der Präfektur Fukushima, spielte in der vierten Liga. Am Ende der Saison 2021 wurde er mit Iwaki Meister und stieg in die dritte Liga auf. Sein Drittligadebüt gab Daiki Yamaguchi am 4. Juni 2022 (11. Spieltag) im Spiel gegen den YSCC Yokohama. Bei dem 6:0-Auswärtssieg wurde er in der 77. Minute für Hiroto Iwabuchi eingewechselt. In seiner ersten Drittligasaison bestritt er 22 Spiele und schoss dabei drei Tore. Auch in der dritten Liga feierte er die Meisterschaft und den Aufstieg in die zweite Liga.

## Erfolge
Iwaki FC
- Japanischer Viertligameister: 2021  ▲
- Japanischer Drittligameister: 2022  ▲